# Chen Xinren
Chen Xinren (chinesisch 陈辛仁; * November 1915 in Puning, Guangdong; † Juli 2005) war ein Diplomat der Volksrepublik China, der mehrmals Botschafter war.

## Leben
Chen Xinren begann im Sommer 1933 sein Engagement in der revolutionären Kommunistischen Partei Chinas (KPCh) und arbeitete als Redakteur und Lehrer. Danach war er Sektionschef in der Abteilung Feindbekämpfung der am 12. Oktober 1937 gegründeten Neuen Vierten Armee, in der er ferner Lehrer in der Ausbildungsbrigade und Chef der Politischen Sektion der Kommunistischen Jugendliga sowie Direktor und später Generaldirektor der Sektion Propaganda der Politischen Abteilung war. Später war er Generaldirektor der Propagandaabteilung und Mitglied des Ständigen Ausschusses des Parteikomitees der Provinz Fujian sowie zuletzt Generaldirektor der Kultur- und Bildungsabteilung der Militärkontrollkommission Fuzhou.
Nach Gründung der Volksrepublik China am 1. Oktober 1949 wurde Chen stellvertretender Sekretär und Mitglied des Sekretariats des Parteikomitees der Provinz Fujian sowie zugleich Vize-Vorsitzender der Volksregierung dieser Provinz. Im September 1954 löste er Geng Biao als Botschafter in Finnland ab und verblieb auf diesem Posten bis Dezember 1958, woraufhin Gan Yetao im Februar 1959 die dortige Nachfolge antrat. Er selbst war nach seiner Rückkehr zwischen Januar 1959 und Mai 1966 Präsident und Parteisekretär des zum Außenministerium gehörenden Instituts für Internationale Angelegenheiten sowie zugleich Mitglied des Parteikomitees des Außenministeriums. 1959 wurde er Mitglied des Nationalen Volkskongresses, dem er in der zweiten und dritten Legislaturperiode formell bis 1975 angehörte. Nachdem er während der Kulturrevolution mehrere Jahre keine Ämter bekleidet hatte, wurde er im März 1972 erster Botschafter der Volksrepublik China im Iran und bekleidete diese Funktion bis November 1974, wonach Hao Deqing im Dezember 1974 sein Nachfolger wurde.
Chen Xinren selbst übernahm von Hao Deqing im Januar 1975 den Posten als Botschafter in den Niederlanden und hatte dieses Amt bis Juli 1978 inne, woraufhin Ding Xuesong im Februar 1979 die dortige Nachfolge antrat. Danach löste er im Oktober 1978 Ke Hua als Botschafter auf den Philippinen ab und hatte diese Funktion bis Dezember 1980 inne, wonach Mo Yanzhong erst im Juli 1982 dortiger Nachfolger wurde. Nach seiner Rückkehr fungierte er zwischen Februar 1981 und Juni 1982 als stellvertretender Direktor und stellvertretender Sekretär der Parteiführungsgruppe im Komitee für auswärtige Kulturbeziehungen des Staatsrates der Volksrepublik China und danach zwischen Juli 1982 und Juli 1986 als Berater des Kulturministeriums sowie Direktor des Komitees für auswärtige Kulturbeziehungen im Range eines Vizeministers.
Zuletzt wurde Chen im August 1986 Vize-Vorsitzender der Chinesischen Vereinigung für Internationale Kultur, stellvertretender Direktor der Kommission für die Sammlung der Parteigeschichte im Kulturministerium sowie Professor an der Hochschule für auswärtige Angelegenheiten.

## Weblink
- Biografie auf der Homepage des Außenministeriums